# Kyštymská katastrofa

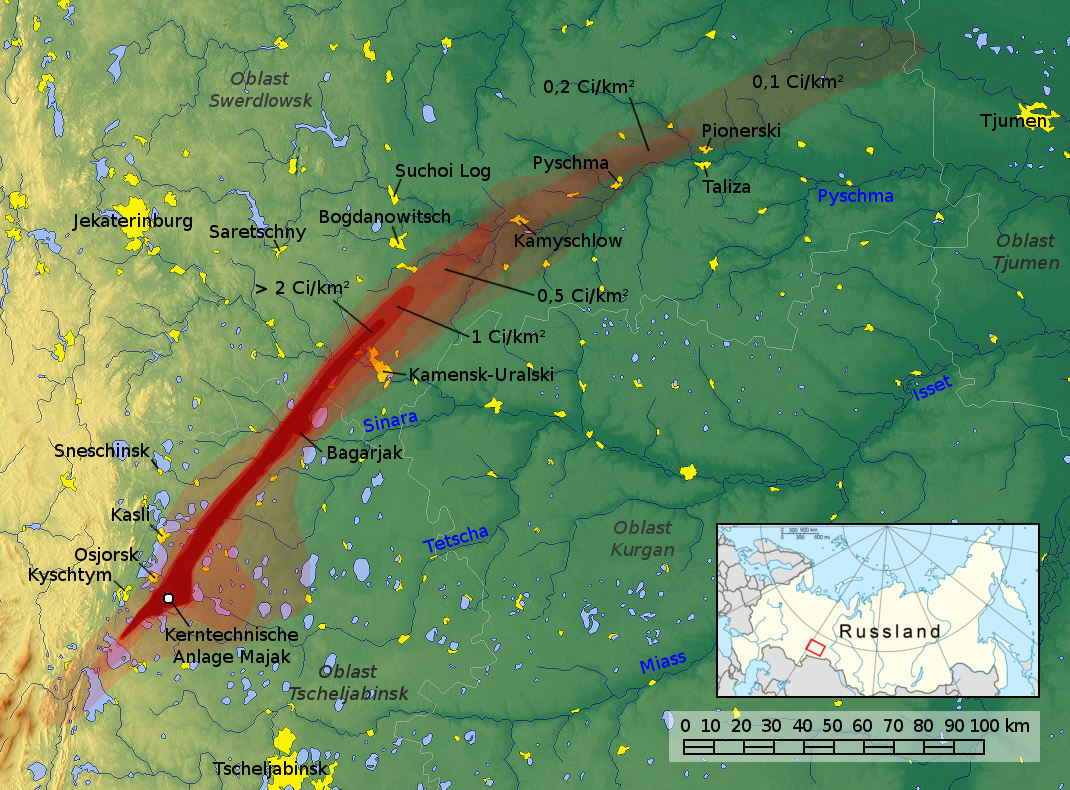
Mapa Východouralské radioaktivní stopy (EURT): oblasti kontaminované v důsledku kyštymské katastrofy.

Jako Kyštymská katastrofa je označována nehoda s následnou radioaktivní kontaminací okolí, která se stala 29. září 1957 v jaderném komplexu Majak, kde se vyrábělo plutonium pro jaderné zbraně Sovětského svazu. Je vyhodnocena stupněm 6 na Mezinárodní stupnici jaderných událostí (INES), což z ní činí třetí nejvážnější jadernou havárii vůbec. Horší byla jen havárie v elektrárně Fukušima Daiiči a Černobylská katastrofa (obě stupeň 7 na stupnici INES).
K události došlo poblíž města Ozjorsk v Čeljabinské oblasti, což bylo uzavřené město. Protože Ozjorsk/kombinát Majak (také známý jako Čeljabinsk-40 a Čeljabinsk-65) nebyl vyznačen na zeměpisných mapách, byla katastrofa pojmenována po Kyštymu, nejbližším známém městě.

## Historie

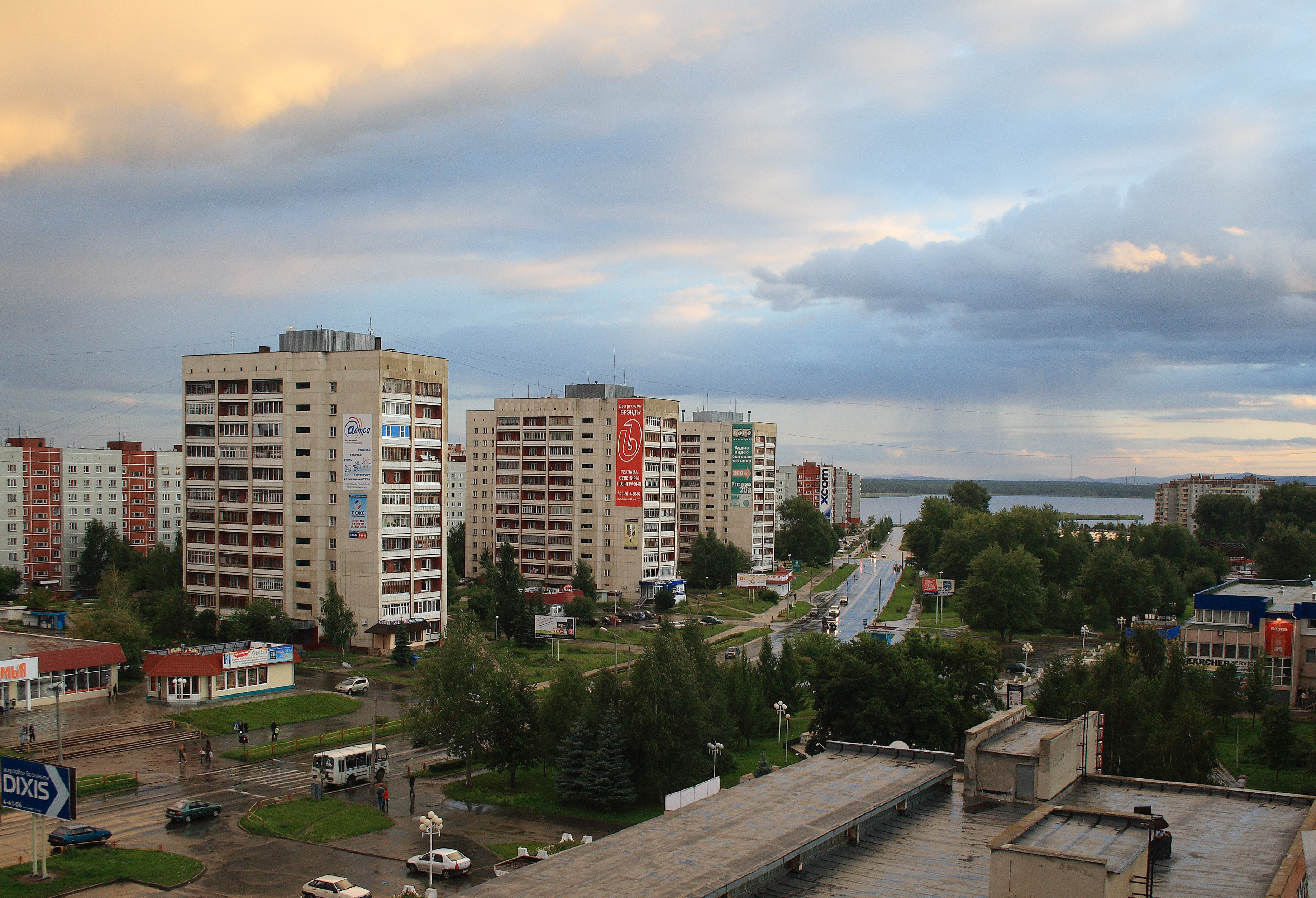
Ozjorsk v srpnu 2008

Po druhé světové válce zaostával Sovětský svaz za USA v oblasti vývoje jaderných zbraní. Proto rychle spustil program na výzkum, vývoj a výrobu dostatečného množství obohaceného uranu a plutonia. Jaderný kombinát Majak byl postaven ve spěchu v letech 1945 a 1948.
V rané fázi vývoje nebyly obavy o životní prostředí brány v potaz. Všech šest reaktorů bylo napojeno na jezero Kyzyltaš v otevřeném chladicím cyklu za vypouštění kontaminované vody přímo zpět do jezera. Zpočátku sloužila jako odpadiště vysoce radioaktivního odpadu nedaleká řeka Ob, která teče dále do Severního ledového oceánu.
Později posloužilo pro skladování pod širým nebem jezero Karačaj.
Zařízení pro skladování kapalného jaderného odpadu bylo přistavěno kolem roku 1953. Skládalo se z ocelové nádrže namontované na betonový podklad 8,2 metrů pod zemí. Vzhledem k vysoké úrovni radioaktivity odpadů se nádrže ohřívaly kvůli tzv. rozpadovému teplu. Proto bylo kolem každé nádrže 20 chladicích tanků. Zařízení pro monitorování provozu chladiče a obsahu nádrže bylo však nedostatečné.

## Exploze
V roce 1956 systém chlazení v jedné z nádrží, která obsahovala asi 70-80 tun tekutého radioaktivního odpadu, selhal a nebyl opraven. Teplota v něm začala stoupat, což vedlo k vypařování a chemické explozi sušeného odpadu, skládajícího se převážně z dusičnanu amonného a acetátů. Nádrž explodovala 29. září 1957 (síla výbuchu se odhaduje na 70-100 tun TNT) a nadhodila 160tunové betonové víko do vzduchu. Nebyly žádné oběti v bezprostředním důsledku výbuchu, ale bylo uvolněno odhadem 20 MCi (800 PBq) radioaktivity. Většina kontaminace se usadila poblíž místa nehody a způsobila znečištění řeky Teča. Oblak obsahující 2 MCi (80 PBq) radionuklidů se šířil přes stovky kilometrů.
V příštích 10 až 11 hodinách již radioaktivní mrak pohybující se směrem na severovýchod dosahoval 300-350 kilometrů od nehody. Radioaktivní spad měl za následek dlouhodobou kontaminaci na ploše od 800 do 20 000 kilometrů čtverečních (v závislosti na tom, jak velká úroveň kontaminace je považována za významnou), především cesiem-137 a stronciem-90. Tato oblast je obvykle nazývána  jako Východouralská radioaktivní stopa (EURT).

## Evakuace
Nejméně 22 vesnic bylo vystaveno záření v důsledku katastrofy, celkový počet evakuovaných obyvatel je kolem 10 000. Někteří byli evakuováni již po jednom týdnu, ale kompletní evakuace trvala téměř 2 roky. 
| Vesnice        | Populace | Čas evakuace (dny) | Dávka ozáření (mSv) |
| -------------- | -------- | ------------------ | ------------------- |
| Berdjaniš      | 421      | 7–17               | 520                 |
| Satlykovo      | 219      | 7–14               | 520                 |
| Galikajevo     | 329      | 7–14               | 520                 |
| Rus. Karabolka | 458      | 250                | 440                 |
| Alabuga        | 486      | 255                | 120                 |
| Jugo-Konevo    | 2,045    | 250                | 120                 |
| Gornij         | 472      | 250                | 120                 |
| Igiš           | 223      | 250                | 120                 |
| Troškovo       | 81       | 250                | 120                 |
| Bojovka        | 573      | 330                | 40                  |
| Melnikovo      | 183      | 330                | 40                  |
| Fadino         | 266      | 330                | 40                  |
| Gusevo         | 331      | 330                | 40                  |
| Mal. Šaburovo  | 75       | 330                | 40                  |
| Skorinovo      | 170      | 330                | 40                  |
| Brjuchanovo    | 89       | 330                | 40                  |
| Krivošejno     | 372      | 670                | 40                  |
| Kožakul        | 631      | 670                | 40                  |
| Tygiš          | 441      | 670                | 40                  |
| Četyrkino      | 278      | 670                | 42                  |
| Kljukino       | 346      | 670                | 40                  |
| Kirpičiki      | 160      | 7–14               | 5                   |

## Následky

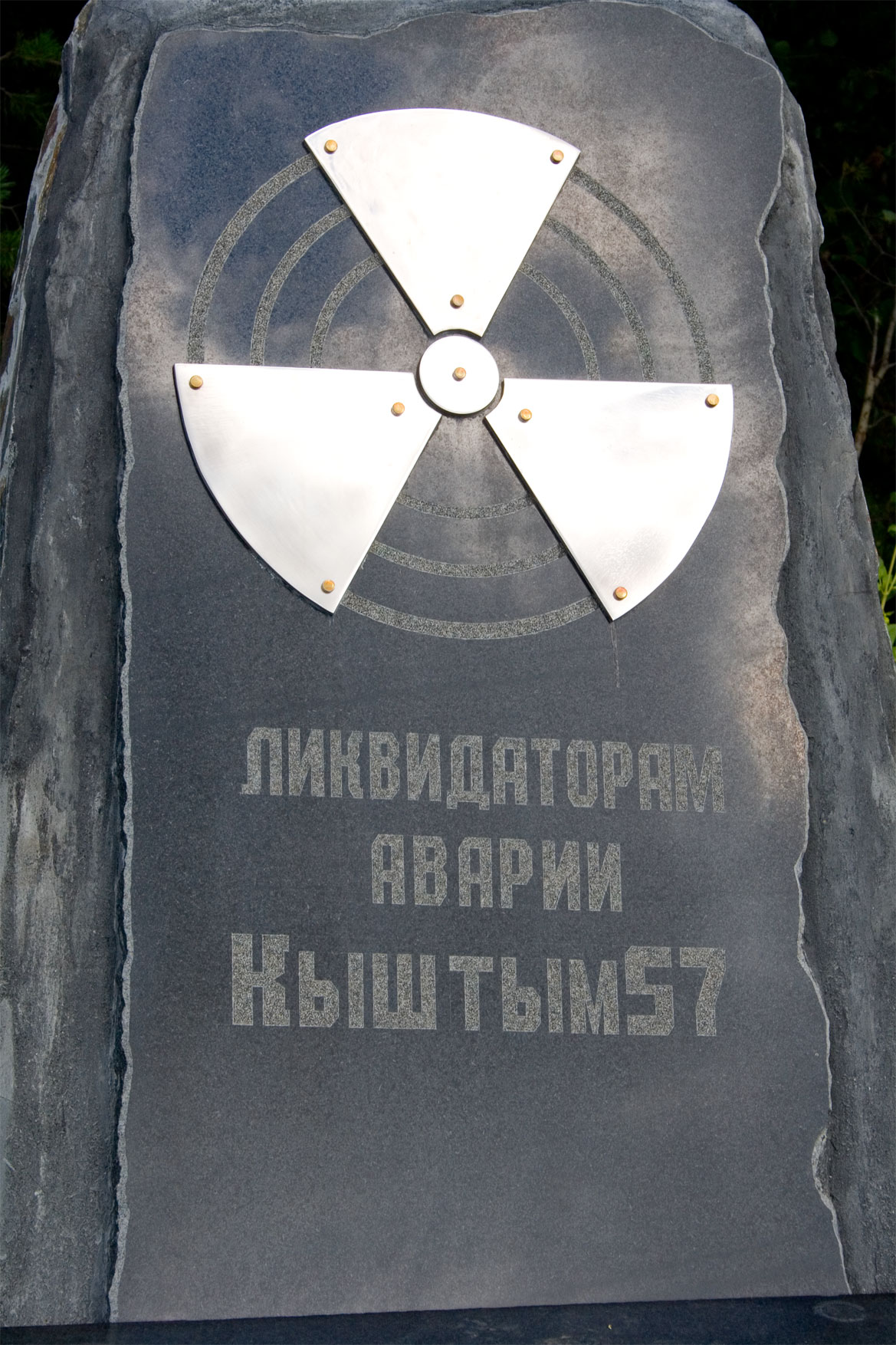
Kyštymský památník

Kvůli utajení kombinátu Majak nebylo obyvatelstvo postižených oblastí původně o nehodě vůbec informováno. O týden později (6. října) začala evakuace 10 000 lidí z postižené oblasti, ale stále bez udání důvodu. 
I když se objevovaly vágní zprávy o „katastrofální nehodě“ způsobující „radioaktivní spad nad Sovětským svazem a dalšími sousedními státy“ v západním tisku mezi 13. a 14. dubnem 1958, až v roce 1976 Žores Medveděv informoval svět o povaze a rozsahu katastrofy. Medveděvův popis katastrofy v New Scientist byl zpočátku brán na lehkou váhu západními jadernými kapacitami, ale podstatu příběhu brzy potvrdil Leo Tumerman, bývalý profesor laboratoře biofyziky na Engelhardtově ústavu molekulární biologie v Moskvě.
Skutečný počet úmrtí zůstává nejistý, protože zářením indukovaná rakovina je klinicky k nerozeznání od jakékoliv jiné rakoviny, a její výskyt lze měřit pouze prostřednictvím epidemiologických studií. Jedna z publikací tvrdí, že „dle studie provedené v roce 1992 Institutem Biofyziky pro bývalé sovětské Ministerstvo Zdravotnictví v Čeljabinsku se zjistilo, že 8 015 lidí zemřelo za posledních 32 let jako důsledek této nehody.“ Nejčastěji citovaný odhad je 200 úmrtí v důsledku rakoviny, ale původ tohoto čísla není jasný.
Pro snížení šíření radioaktivní kontaminace po nehodě byla kontaminovaná půda vykopána a uskladněna do oplocených areálů. Sovětská vláda v roce 1968 vytvořila v místech východouralské radioaktivní stopy (EURT) Východouralskou přírodní rezervaci, která zakazuje neoprávněný přístup do postižené oblasti.